# Episodi de L'uomo da sei milioni di dollari (terza stagione)
La terza stagione della serie televisiva L'uomo da sei milioni di dollari, composta da 22 episodi, è stata trasmessa sul canale televisivo statunitense ABC dal 14 settembre 1975 al 7 marzo 1976.
| nº | Titolo originale                       | Titolo italiano                           | Prima TV USA      |
| -- | -------------------------------------- | ----------------------------------------- | ----------------- |
| 1  | The Return of the Bionic Woman: Part 1 | Il ritorno della donna bionica - 1ª parte | 14 settembre 1975 |
| 2  | The Return of the Bionic Woman: Part 2 | Il ritorno della donna bionica - 2ª parte | 21 settembre 1975 |
| 3  | The Price of Liberty                   | Il prezzo della libertà                   | 28 settembre 1975 |
| 4  | The Song and Dance Spy                 | Un amico fidato                           | 5 ottobre 1975    |
| 5  | The Wolf Boy                           | Il ragazzo lupo                           | 12 ottobre 1975   |
| 6  | The Deadly Test                        | Cow-boy dello spazio                      | 19 ottobre 1975   |
| 7  | Target in the Sky                      | Dramma nella foresta                      | 26 ottobre 1975   |
| 8  | One of Our Running Backs is Missing    | Una difficile partita                     | 2 novembre 1975   |
| 9  | The Bionic Criminal                    | Il corridore bionico                      | 9 novembre 1975   |
| 10 | The Blue Flash                         | Un pizzico di magia                       | 16 novembre 1975  |
| 11 | The White Lightning War                | La fossa del serpente                     | 23 novembre 1975  |
| 12 | Divided Loyalty                        | La fuga                                   | 30 novembre 1975  |
| 13 | Clark Templeton O'Flaherty             | Un agente molto segreto                   | 14 dicembre 1975  |
| 14 | The Winning Smile                      | Segreto d'ufficio                         | 21 dicembre 1976  |
| 15 | Welcome Home, Jaime                    | Bentornata Jaime - 1ª parte               | 11 gennaio 1976   |
| 16 | Hocus Pocus                            | Abracadabra                               | 18 gennaio 1976   |
| 17 | The Secret of Bigfoot: Part 1          | Il segreto del bigfoot - 1ª parte         | 1º febbraio 1976  |
| 18 | The Secret of Bigfoot: Part 2          | Il segreto del bigfoot - 2ª parte         | 4 febbraio 1976   |
| 19 | The Golden Pharoah                     | Il tesoro del faraone                     | 8 febbraio 1976   |
| 20 | Love Song for Tanya                    | Amore in palestra                         | 15 febbraio 1976  |
| 21 | The Bionic Badge                       | L'agente Banner                           | 22 febbraio 1976  |
| 22 | Big Brother                            | L'ultima scommessa                        | 7 marzo 1976      |